# Mortoniella brachyrhachos
Mortoniella brachyrhachos is een schietmot uit de
familie Glossosomatidae. De soort komt voor in het Neotropisch gebied.